# 斯沃博德内 (萨拉托夫州)
斯沃博德内（羅馬化：Svobodnyy）是俄罗斯萨拉托夫州的市级镇，为该州巴扎尔内卡拉布拉克区第二大聚居地。地处萨拉托夫州北部，位于区行政中心巴扎尔内卡拉布拉克西北侧、州府萨拉托夫东北方。镇内设有铁路车站卡拉布拉克站。
该地2022年人口有1,799人；2010年人口2,160；2002年人口2,292；1989年人口2,309。